# آوجوستو برجامینو
آوجوستو برجامینو (به ایتالیایی: Augusto Bergamino) بازیکن فوتبال و اهل ایتالیا است که از سال ۱۹۱۹ میلادی عضو تیم ملی فوتبال ایتالیا بوده و در ۵ بازی ملی حضور داشته‌است. او در بازی‌های ملی‌اش گلی به ثمر نرساند.
آوجوستو برجامینو آخرین بازی ملی خود را در سال ۱۹۲۳ میلادی انجام داد.